# Cynaeda escherichi
Cynaeda escherichi là một loài bướm đêm trong họ Crambidae.